# Берёзовка (Гвардейский район)
Берёзовка — посёлок в Гвардейском городском округе Калининградской области. Входит в состав Озерковского сельского поселения.

## Население
| 2002 | 2010 |
| ---- | ---- |
| 243  | ↘182 |